# Seengen
Seengen és un municipi del cantó d'Argòvia (Suïssa), situat al districte de Lenzburg. El 2023 tenia una població de 4.411 habitants.